# Aprosphylus sopatarum
Aprosphylus sopatarum är en insektsart som beskrevs av Naskrecki 1994. Aprosphylus sopatarum ingår i släktet Aprosphylus och familjen vårtbitare. Inga underarter finns listade i Catalogue of Life.